# Полет 389 на „Кубана де Авиасион“
Полет 389 на „Кубана де Авиасион“ е редовен международен пътнически полет от международното летище „Марискал Сукре“, Кито, Еквадор, до летище „Хосе Марти“, Хавана, Куба, с планирано междинно кацане на международното летище „Симон Боливар“, Гуаякил, управляван от „Кубана де Авиасион“. На 29 август 1998 г. самолетът „Туполев Ту-154-M“, който изпълнява полета, катастрофира при излитане от Кито, след като излиза от пистата и се разбива първо в няколко сгради, а след това на футболно игрище. Машината се възпламенява и всички 70 души на борда загиват. Отделно още 10 души на земята умират, някои от които деца.
„Кубана де Авиасион“ е един от малкото оператори на съветски пътнически самолети в Западното полукълбо по това време и изпитва трудности с поддръжката им. Резервните части трябва да се плащат в щ. д., но заради кризата от 90-те години на 20-и век намирането им е трудно. Икономическата блоката на Куба, въведена срещу комунистическия режим на острова от 60-те години, принуждава властите в страната да заменят повредени части с такива от други самолети от същия произход, построени в СССР.
Въпреки това ръководителят на Главната дирекция на гражданската авиация на Еквадор съобщава, че кубинските данни показват, че „самолетът е бил напълно в съответствие. Има записи за всички инспекции и задължителни процедури за поддръжка“. Той допълнително изключва възможността за бомба или терористична атака, но твърди, че „двигателите са пуснати на заден ход“. Това е втората най-смъртоносна авиационна катастрофа в историята на Еквадор след инцидента при полет 173 на TAME през 1983 г., когато загиват 119 души.